# Rhodia
Ne pas confondre avec Rhodia, marque de papeterie
Rhodia est un des principaux groupes de l'industrie chimique française, spécialisé dans la chimie fine, les fibres synthétiques et les polymères. Rhodia est né du groupe Rhône-Poulenc, lui-même issu de la fusion de la Société chimique des usines du Rhône et des établissements Poulenc frères. Rhodia dispose d'un réseau industriel, commercial, logistique et de recherche et développement étendu à tous les continents, excepté l'Océanie (Australie).
En 2011, la société fait l'objet d'une OPA lancée par le groupe Solvay. La principale entité porte le nom de Rhodia Opérations.

## Histoire

### Origines
Rhodia est une société anonyme créée le 1er janvier 1999 à la suite de la séparation des activités chimie et pharmacie de Rhône-Poulenc lors de sa fusion avec l'allemand Hoechst. La société a été créée pour une durée de 99 ans, avec un capital de 104 495 997 euros divisé en autant d'actions d'une valeur nominale d'un euro chacune,.
Le 25 juin 1998, Rhône-Poulenc vend au public 32,7 % de sa participation au capital social de Rhodia qui devient alors une société cotée.
Dès 1999, la société acquiert pour sa division polyamide l'activité Engineering Plastics – Polyamide du groupe Hyosung, numéro un en Corée, et l'activité Mix and Fix Center Iberica de la société Quimica Dos. Le Mix and Fix Center est une unité de formulation et de commercialisation d’élastomères silicones vulcanisables à chaud (EVC) prêts à l’emploi.
À partir d’octobre 1999, Rhône-Poulenc, devenue Aventis puis Sanofi-Aventis, a progressivement diminué sa participation dans le capital social de Rhodia, jusqu’à céder, le 17 octobre 2006, la totalité de sa participation.

### Années 2000
- Rhodia se développe au Royaume-Uni et aux États-Unis en rachetant les sociétés Albright et Wilson et ChiRex[10].
- En 2001, Rhodia ferme son usine de Buckingham (Canada), ancienne propriété d'Albright et Wilson, qui produisait jusque-là du phosphate alimentaire[11].
- En 2002, Rhodia cède ses activités en chimie de base en Europe (phénol, acide chlorhydrique, carbonate de soude) et ses participations dans le groupe Latexia (alors numéro deux mondial du latex pour papier) et Teris (traitement de déchets toxiques)[12].
- En 2004, Rhodia cède  à Danisco pour 320 millions d'euros (désinvestissement) sa branche additifs alimentaires (activités cultures, hydrocolloïdes et les produits de « protection alimentaire », qui avaient généré en 2003 un chiffre d’affaires de 211 millions d’euros, pour un effectif mondial d'environ 860 personnes[13].
- Le 31 mars 2004, Yves-René Nanot est nommé président du conseil d'administration.
- En 2005, les activités de chlore au Royaume-Uni et de phosphates et acide sulfurique en Belgique sont cédées.
- En 2006, Rhodia cède sa branche latex, ainsi que son secteur activité de synthèse et son outil de production de fils et de fibres industriels en Europe. C'est aussi l'année de création d'Orbeo[14], avec la Société générale, une coentreprise dans le domaine de l'origination, du négoce et de la vente de crédits carbone. Orbeo représente 8 % du marché du carbone[15],[16].
- En 2007, Rhodia cède son activité de production de silicones et sa branche Nylstar de fibres textiles synthétiques, tout en achetant l'activité alumines de WR Grace.
- En 2008, Rhodia cède ses activités de chimie organique fine et pharmaceutique.
- 17 mars 2008, le conseil d’administration nomme Jean-Pierre Clamadieu président-directeur général de Rhodia, à la suite de la démission d'Yves-René Nanot de sa fonction de président du conseil d’administration, intervenue dans le cadre des dispositions statutaires concernant la limite d’âge[17].
- En 2009, Rhodia acquiert deux entreprises, OneCarbon International et le groupe américain Mc Intyre (tensio-actifs de spécialités)[18].

### 2010–2011
Jean-Pierre Clamadieu préside le groupe depuis le 17 mars 2008. Il en est aussi le directeur général. Il a remplacé Yves-René Nanot qui, à 70 ans, avait atteint la limite d’âge statutaire.
En 2010, Rhodia entre au capital de Feixiang Chemicals à hauteur de 87 %.
La même année, Rhodia évalue son bénéfice avant intérêts, impôts, dépréciation et amortissement à 487 millions d'euros (pour un résultat opérationnel de 160 millions d'euros. Rhodia est signataire du Pacte PME, programme mis en œuvre par le comité Richelieu au profit des PME françaises de haute technologie avec le soutien d'Oséo et de la Direction générale de l'Armement[pertinence contestée].
Le 1er janvier 2011, Rhodia se réorganise. Ses activités opérationnelles sont désormais divisées en onze entreprises regroupées en cinq pôles d’activité : Consumer Chemicals, Advanced Materials, Polyamide Materials, Acetow and Eco Services et Energy Services, plus un pôle non opérationnel, qui regroupe les activités Corporate et Divers.[pertinence contestée]
Le 8 mars 2011, Rhodia annonce la finalisation de l'acquisition de l’unité de production de dérivés de guar de Suzhou HiPro Polymers, entreprise située à Zhangjiagang, en Chine, et le 13 avril 2011, Rhodia finalise l’acquisition de l’activité Plastiques techniques de la société indienne PI Industries Ltd (PIIL), avec l’approbation des autorités indiennes.
En avril 2011, le groupe chimique belge Solvay annonce une offre publique d'achat amicale de Rhodia, c'est-à-dire une offre approuvée par les conseils d’administration des deux groupes,, et le 31 août 2011, Solvay devient à 94,65 % propriétaire de Rhodia.

### Héritage de Rhône-Poulenc
Après sa séparation de Rhône-Poulenc, Rhodia a dû gérer de nombreuses séquelles de pollution de sol et de nombreux passifs financiers, ce qui l'a mis dans une situation économique difficile. Cela a donné lieu à une forte dépréciation de son titre et à l'ouverture d'instructions judiciaires. Cet épisode a impliqué des personnalités éminentes, comme Thierry Breton ou le banquier suisse Édouard Stern (voir Affaire Rhodia). La structure bilantielle du groupe est restée fragile en raison, en particulier, des capitaux propres négatifs. Au 31 décembre 1999, la dette de Rhodia, héritée de la scission avec Rhône-Poulenc, s’élevait à 1 540 millions d’euros. Le groupe tend à résoudre son endettement et la direction a pu renégocier la dette estimée à environ un milliard d'euros en 2010, le plus faible niveau d'endettement depuis la naissance de Rhodia,. Les investissements corporels déclarés pour 2009 étaient de 167 millions d'euros contre 241 en 2008,.

### Développement durable
À partir de 2003, Rhodia se dote d'une direction dédiée à la démarche développement durable, dans la continuité de la démarche qualité-sécurité-environnement mise en place par Rhône-Poulenc.
En 2007, Rhodia met en place Rhodia Way, le référentiel de responsabilités de Rhodia. Il permet aux collaborateurs du groupe, d’auto-évaluer les performances de leur entité en matière de responsabilité sociale et environnementale. L’objectif étant d’améliorer les pratiques en termes de responsabilité.
En septembre 2010, Rhodia est reconnu pour la 3e année consécutive par le Dow Jones Sustainability Index (DJSI World) comme l'un des chimistes mondiaux les plus performants en matière de responsabilité sociale et environnementale.
Dans le cadre de cette démarche, Rhodia a signé différents accords : 

- 2003 : Adhésion au Pacte mondial de l’ONU[35], dont l'objectif est de promouvoir et de faire respecter dix grands principes concernant les droits de l'homme, les conditions de travail, le respect de l’environnement et la lutte contre la corruption ;
- 2004 : Signature de la Charte de la diversité en entreprise[36]. Cette charte incite les entreprises à garantir la promotion et le respect de la diversité dans leurs effectifs ;
- 2005 : Signature de l’accord mondial de Responsabilité sociale et environnementale avec l’ICEM (International Federation of Chemical, Energy, Mine and General Workers Unions)[4] ;
- 2006 : Signature de la Responsible Care Global Charter[37]. Initiative mondiale de l’industrie chimique (International Council of Chemical Associations), la Charte globale de l’engagement pour le progrès a pour objet d’aller au-delà des principes de Responsible Care en matière de santé, de sécurité et de performances environnementales. L’amélioration de la gestion du cycle des produits (Product Stewardship), une plus grande transparence vis-à-vis des parties prenantes, ainsi que l’évaluation et la publication des performances environnementales sont parmi les critères clés de cette charte qui constitue les conditions d’une chimie responsable ;
- 2007 : Première mission d’évaluation en Chine validant la bonne application, sur le terrain, de l’accord mondial ICEM[32] ;
- 2008 : Reconduction de l’accord avec l'ICEM pour une période de trois ans après actualisation du texte et intégration à la démarche Rhodia Way. Deuxième mission d’évaluation de l’application de l’accord ICEM au Brésil ;
- 2009 : Création d’une instance Sécurité Monde intégrée dans le cadre de l’accord mondial ICEM, troisième mission d’évaluation de l’application de l’accord ICEM aux États-Unis ;
- 2010 : Première mission d’évaluation de l’Instance de Sécurité Monde aux États-Unis. Quatrième mission d’évaluation de l’application de l’accord en Corée du Sud ;
- 2011 : Reconduction de l’accord avec l’ICEM pour une période de cinq ans[38].

## Activités

### Consumer Chemicals
Consumer Chemicals est composé de trois entreprises : Novecare, Coatis et Aroma Performance, et sert principalement les marchés de grande consommation. En 2010, Consumer Chemicals réalise un chiffre d'affaires de 1 883 millions d’euros, soit 36 % du chiffre d’affaires du Groupe Rhodia.

#### Novecare
Novecare est un fournisseur des produits chimiques aux industries présentes sur les secteurs de la beauté et de la détergence, de l’agrochimie, du pétrole et du gaz, des revêtements et applications industrielles. L'entreprise possède 25 sites industriels dans le monde. Novecare a intégré les activités de McIntyre puis en 2010 celles de Feixiang, premier producteur chinois d’amines et de tensioactifs. Rhodia devient ainsi le premier producteur de tensioactifs de spécialité en Asie. Réalisant un chiffre d'affaires de 1 089 millions d’euros en 2010, Novecare réalise 58 % du chiffre d'affaires du Pôle Consumer Chemicals.

#### Coatis
À la fois fabricant et revendeur, Coatis fournit notamment les marchés de la peinture, des revêtements de surface, de l’automobile, de l’industrie du bois et de la construction en phénol et dérivés du phénol ainsi que des solvants oxygénés. L'entreprise possède un site industriel au Brésil et trois centres techniques de développement. Réalisant un chiffre d'affaires de 449 millions d’euros en 2010, Coatis réalise 24 % du chiffre d'affaires du Pôle Consumer Chemicals.

#### Aroma Performance
Premier producteur mondial de diphénols, l’entreprise est un fournisseur des fabricants d’arômes et parfums. Une chaîne de produits qui comprend principalement la vanilline et l'éthylvanilline, ainsi que l'hydroquinone ou le catéchol. Implanté mondialement, Aroma Performance est présent sur les marchés européens, asiatiques, d’Amérique du Sud et d’Amérique du Nord. L'entreprise dispose de 5 sites industriels dans le monde. Produisant un chiffre d'affaires de 345 millions d’euros, Aroma Performance réalise 18 % du chiffre d'affaires du Pôle Consumer Chemicals.

### Advanced Material
Advanced Materials s’adresse à des industries, comme le pneumatique à faible consommation d’énergie, la catalyse automobile ou les éclairages basse consommation. Le pôle Advanced Materials réunit les Entreprises Silica et Rare Earth Systems. En 2010, Advanced Material a réalisé 539 millions d’euros, soit 10 % du chiffre d’affaires du Groupe Rhodia.

#### Silica
Leader mondial de la silice hautement dispersible[précision nécessaire], Silica accompagne notamment les industries de l’automobile, dans leur recherche de solutions réductrices de consommation d’énergie. Silica produit des silices amorphes précipitées et des terres rares. La production de l'entreprise Silica est réalisée par 8 sites répartis dans le monde. Produisant 313 millions d'euros de chiffre d'affaires réalisé en 2010, l'entreprise Silica représente 58 % du chiffre d'affaires de Advanced Material.

#### Rare Earth Systems
Rare Earth Systems sert les industries de l’automobile, de l’éclairage et de l’électronique, dans la recherche de solutions réductrices d’émissions, moins consommatrices d’énergie et permettant d’améliorer leurs performances. L'entreprise sépare les terres rares par des étapes de purification, pour produire des formulations à haute valeur ajoutée adaptées aux besoins des industries de l’automobile, de l’éclairage et de l’électronique. Rare Earth Systems possède six sites de production répartis dans le monde. Produisant un chiffre d'affaires de 226 millions d’euros en 2010, Rare Earth Systems réalise 42 % du pôle Advanced Materials.

### Polyamide Materials
Polyamide Materials regroupe les activités de la chaîne polyamide des entreprises Polyamide & Intermediates, Engineering Plastics et Fibras. Proposant des solutions répondant aux enjeux de mobilité durable, le secteur automobile est l’un de leur principal marché. Produisant un chiffre d'affaires de 1 701 millions d’euros en 2010, le pôle réalise 33 % du chiffre d’affaires du Groupe Rhodia.

#### Polyamide & Intermediates
Le pôle produit du polyamide 6.6 et des intermédiaires à base d’acide adipique, Polyamide & Intermediates sert les marchés de l’automobile, des vêtements de sport, des loisirs, de la construction et des composants électriques et électroniques. Le pôle maîtrise l’ensemble de la chaîne polyamide, de l’amont (production d’intermédiaires et polymères) à l’aval (élaboration de plastiques techniques à forte valeur ajoutée). Polyamide & Intermediates dispose de 7 sites industriels et 2 centres techniques de développement dans le monde.

#### Engineering Plastics
Engineering Plastics développe, fabrique et commercialise sous la marque Technyl des plastiques de haute performance. Livrés aux plasturgistes sous forme de granulés, les plastiques Technyl sont transformés grâce aux technologies d’injection, d’extrusion ou de soufflage pour servir des secteurs à haute technicité, tels que l’automobile, les composants électriques ou électroniques, les équipements industriels, la construction, les sports et loisirs. L'entreprise dispose de 6 sites industriels et 4 centres techniques de développement dans le monde. 13 avril 2011, Engineering Plastics a finalisé l’acquisition de l’activité Plastiques Techniques de la société indienne PI Industries Ltd (PIIL), à la suite de l’approbation des autorités indiennes.

#### Fibras
Fibras développe, produit et commercialise des fils textiles, des fils industriels et des fibres courtes à base de polyamide 6.6. Les principaux débouchés du fil textile sont la lingerie, les vêtements de sport et de plage, les chaussettes et la mode. L'entreprise dispose de deux sites industriels et un centre de développement technique au Brésil.

### Acetow & Eco Services
Acetow & Eco Services opèrent sur les marchés de l'énergie et des biens de consommation. Le pôle regroupe les entreprises Acetow et Eco Services. Avec un chiffre d'affaires de 790 millions d’euros en 2010, Acetow & Eco Services représente 15 % du chiffre d’affaires du Groupe Rhodia. Répartition du chiffre d’affaires du pôle par marché : environ 65 % biens de consommation, environ 20 % Énergie et 15 % autres.

#### Acetow
Acetow est le troisième producteur de l’industrie textile en particules d’acétate de cellulose. Ses principaux marchés se situent en Europe, en CEI, en Asie et en Amérique latine. Acetow est le troisième producteur mondial d’acétate de cellulose pour filtres à cigarettes et fournit environ 18 % du marché mondial. Elle dispose de cinq sites industriels dans le monde. Produisant 539 millions d’euros de chiffre d'affaires en 2010, Acetow représente 68 % du pôle Acetow & Eco Services.

#### Eco Services
Eco Services est une activité de service de régénération d’acide sulfurique à l’industrie chimique et aux raffineries de pétrole en Amérique du Nord. L’acide sulfurique,sert de catalyseur dans la production d’alkylate, un composant clé de l’essence à indice d’octane élevé. Le réseau Eco Services est composé de huit unités de production implantées sur sept sites différents en Californie, au Texas, en Louisiane et dans l’Indiana. Deux d’entre eux fournissent des services de traitement des déchets chimiques.
L'entreprise Eco Services a réalisé 251 millions d'euros de chiffre d'affaires en 2010, soit 32 % du chiffre d'affaires du pôle Acetow & Eco Services.

### Energy Services
Energy Services est chargé de l’approvisionnement en énergie et de la gestion des projets de Rhodia dans le domaine de la réduction des émissions de gaz à effet de serre.
La gestion de l’énergie comprend les activités en matière d’achat, de production et de vente d’énergie. Dans le domaine des achats, essentiellement en gaz et électricité, Energy Services a géré 630 millions d’euros d’achats d’énergies en 2009, dont 68 % pour les besoins propres de Rhodia et 32 % pour le compte de tiers, principalement les partenaires des coentreprises du Groupe. En France, Rhodia est le deuxième acheteur industriel de gaz et l’un des dix premiers acheteurs d’électricité.
Energy Services a investi dans la technologie du biogaz, en acquérant la participation du groupe Econcern dans six projets pilotes de production de biogaz situés en Chine et au Vietnam.
Avec 203 millions d'euros de chiffre d'affaires en 2010, l'entreprise Energy Services représente 4 % du chiffre d'affaires du Groupe Rhodia et dispose de trois sites industriels situés au Brésil, en Chine, en France et au Vietnam. En 2010, Rhodia Energy Services développe les solutions « Climate Care » liées à la production d'énergie à partir de matières biologiques renouvelables. Deux projets de biogaz en Chine et au Vietnam et au Brésil, le partenariat entre la société privée Paraiso et Eco Services a permis de développer un projet de biomasse à base de bagasse.

## Sites de production
Rhodia dispose de 65 sites de production répartis dans le monde.

### Répartition dans le monde
| Continent         | Part du chiffre d'affaires Rhodia (%) | Nombre de sites dans le monde | Nombre de collaborateurs |
| ----------------- | ------------------------------------- | ----------------------------- | ------------------------ |
| Amérique du Nord  | 20                                    | 18                            | 1 700                    |
| Asie du Pacifique | 29                                    | 21                            | 3 400                    |
| Amérique latine   | 17                                    | 4                             | 2 800                    |
| Europe            | 34                                    | 22                            | 6 200                    |

### Principaux sites de production

#### En Europe
En Europe, Rhodia possède 22 sites de productions dont 10 en France.
Le Groupe Rhodia est aussi présent en Allemagne avec le site de Freiburg, en Italie avec le site d’Ospiate, en Pologne, dans la Communauté des États indépendants (CEI) avec le site Sertow LLC, en Espagne et au Royaume-Uni.

##### En France

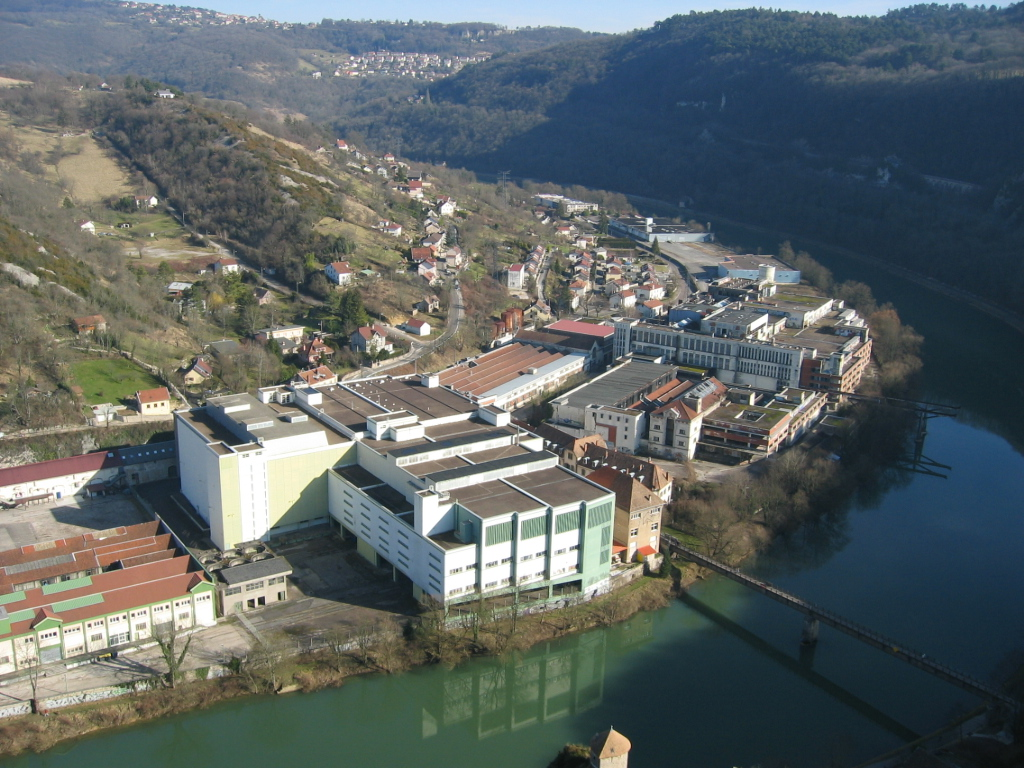
Ancienne industrie textile Rhodia, au bord du Doubs (vue depuis la citadelle de Besançon).

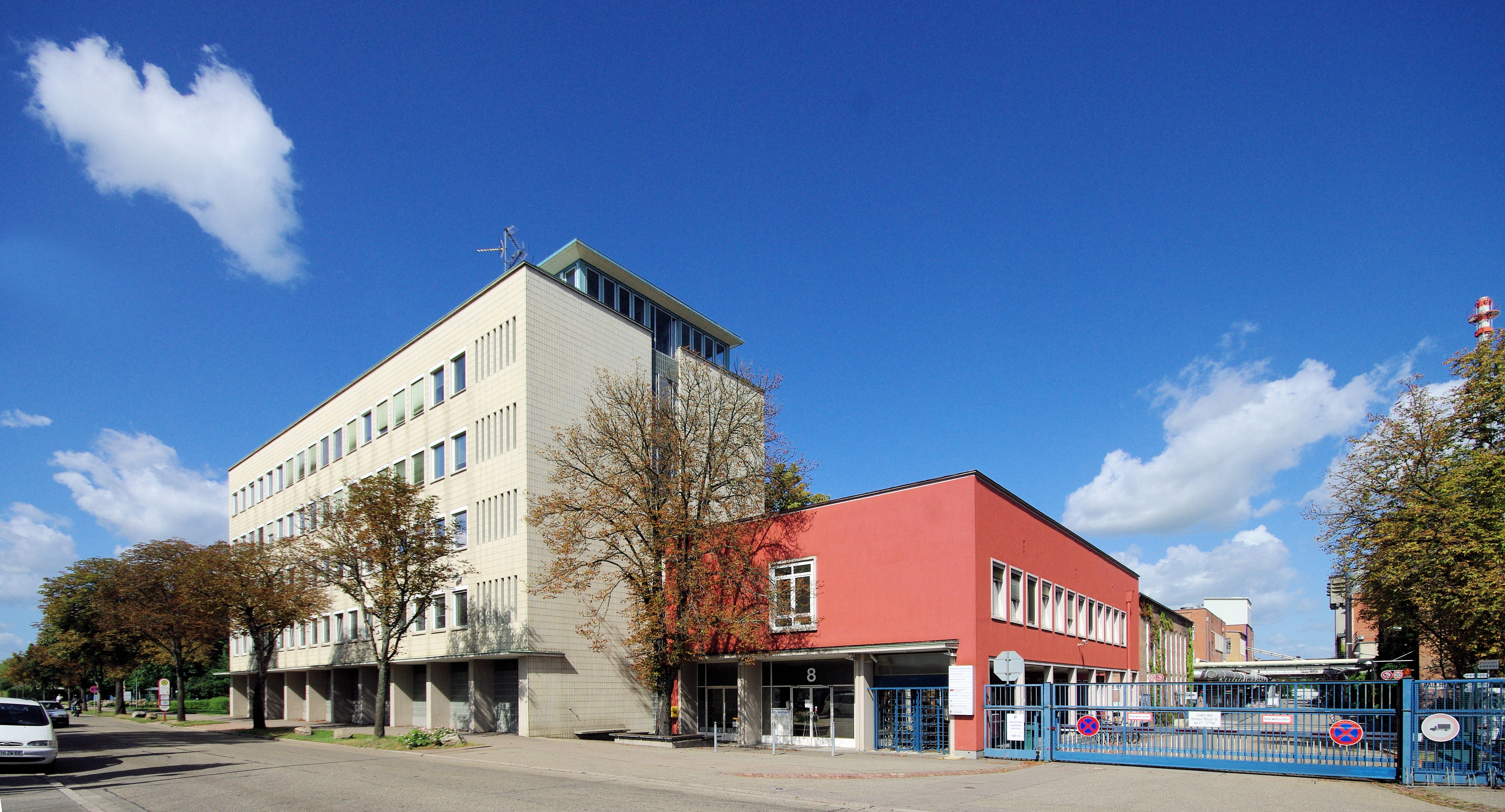
Rhodia à Fribourg-en-Brisgau.

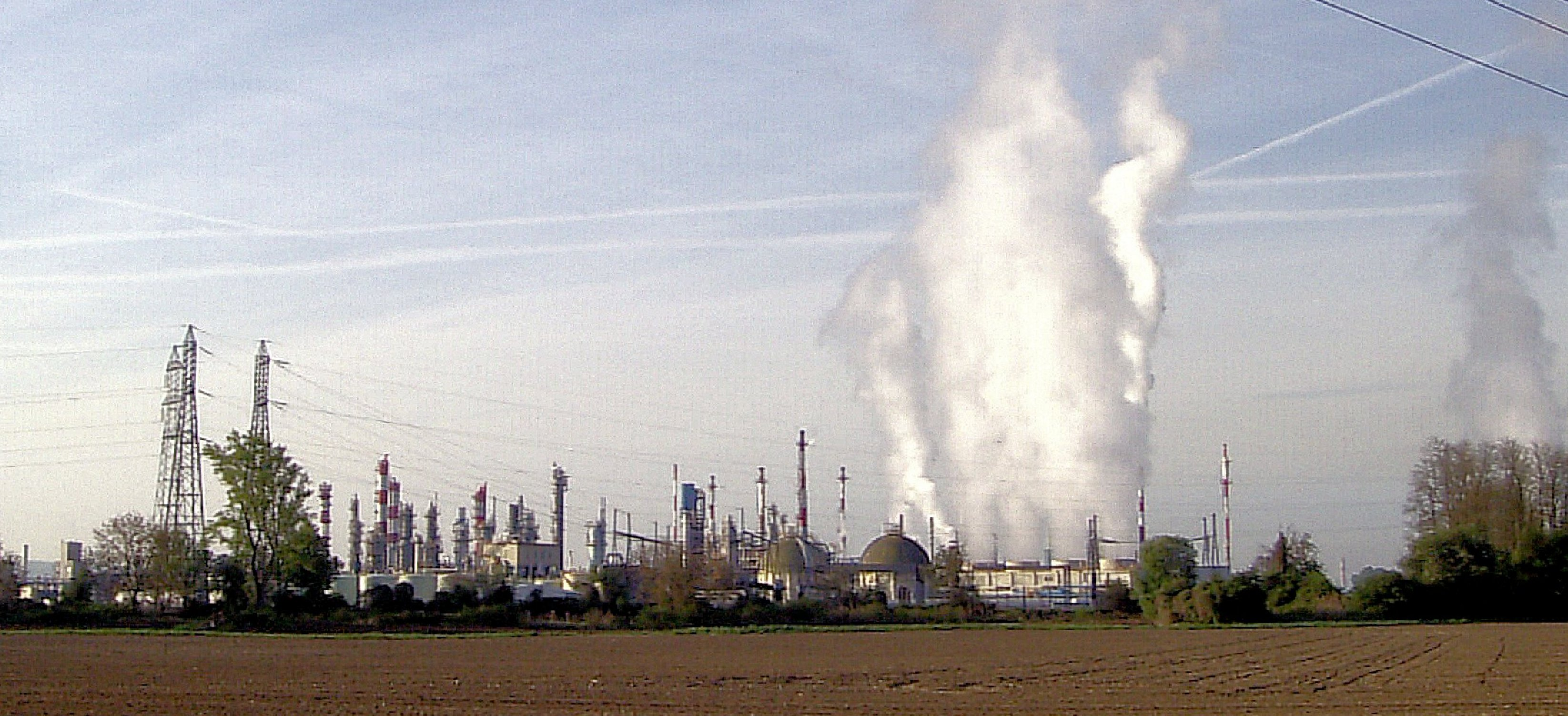
Site Rhodia SA de la zone industrielle de Chalampé, dans le Haut-Rhin.

En 2010, Rhodia dispose d'une dizaine de sites de production en métropole :
les sites administratifs sont à Aubervilliers près de Paris, et à Besançon (centre d'archives) dans le Doubs.
Les sites de production (et parfois de recherche) sont :
- Belle-Étoile (Rhône) : production d'intermédiaires du polyamide, de plastiques techniques pour l’automobile, de matériels électrique et électronique et de nombreux objets industriels ou de consommation[5] ;
- Chalampé (Alsace) : Rhodia-Alsachimie y produit également des intermédiaires du polyamide, pour l’industrie et la grande consommation, et des polymères intermédiaires pour matériaux techniques « de performance[5] » ;
- Clamecy (Nièvre) : on y produit des tensio-actifs, polymères de spécialités et solvants, utilisés notamment comme agents de performance dans l’industrie ou dans la formulation de produits des soins de la personne[5] ;
- Collonges-au-Mont-d'Or : Cette usine chimique construite sur la rive droite de la Saône en 1918 (à 8 km au Nord de Lyon) raffine aujourd'hui de la silice dite « hautement performante » très dispersible, qui se mélange au caoutchouc des pneus pour les rendre plus résistants et moins énergivores[49]. Cette silice est aussi utilisée pour la nutrition animale et le dentifrice ; les activités passées, divers accidents et sabotages (durant la guerre) ont laissé de lourdes séquelles de pollution (taux très élevés de cuivre et hydrocarbures dans le sol, et pollution de l'eau par de l'arsenic, du bore, baryum, fer, manganèse et des hydrocarbures[50].
- La Rochelle  (Charente-Maritime) : on y produit des composés de terres rares (catalyse automobile (filtre diesel), électricité et électronique)[5] ;
- Melle (Deux-Sèvres) : on y produit des polymères spéciaux et intermédiaires pour divers process industriels, et des formulations de type arômes, parfums, produits de beauté.
- Roussillon : ce site Rhone Poulenc puis Rhodia a été transformé en groupe d’intérêt économique en 1999 : le GIE Osiris[51]. Les activités Rhodia ont été rachetées par Novacap qui y a créé une filiale Novacyl, les activités Rhodia Silicone sont allées chez Bluestar (actionnaire chinois) et sa filiale Bluestar Silicones. D'autres sont passées chez Evonik.
- Salindres (Gard) : on y produit des composés fluorés (à usages pharmaceutiques)[5] ;
- Saint-Fons : dans l'Usine de Saint-Fons Chimie, Rhodia-Organique (649 personnes en 2010) produit des diphénols et intermédiaires pour arômes et parfums, et jouxte un centre de recherche)[5]. L'usine produisait en 1861 des produits pour l'industrie textile. À partir de 1970, il produit aussi des pesticides et des produits pour l'industrie photographique, de l'aspirine, de l'arôme vanille, de la coumarine, de l'hydroquinone et divers produits issus de la chimie fine[52].
- Valence (Drôme) : fibres en polyamide pour la confection textile et l’automobile[5] ;
- Pont-de-Claix (Isère). Cette plate-forme chimique a été initialement créée en 1915 par la Société du chlore liquide dans la vallée du Drac, pour fabriquer du chlore et ses dérivés pour produire des armes chimiques (en réponse à celles de l'armée allemande).

###### Usine de La Rochelle
Elle fut la plus grande usine de séparation des terres rares dans les années 1960 et 1970.
Selon l'Andra, jusqu’en juillet 1994, Electronics and Catalysis (ex-Rhodia Terre Rares) a exploité la monazite comme minerai (très légèrement radioactif), ce qui a produit un déchet radifère (RRA).
Jusqu’à la fin 1974, l’usine rejetait tous ses déchets radioactifs liquides et solides directement en mer (dans la grève du Port-Neuf, et ont contaminé les sédiments de la baie de La Rochelle). Depuis, et jusqu’à la fin 1990, elle a expédié au moins une partie des résidus solides au Centre de la Manche (Andra), puis dans les installations du CEA/Cadarache.
À partir de 1994, l'oxyde de thorium produit à partir de nitrate de thorium a généré des résidus radifères (RRA) stockés dans l'usine de La Rochelle, avec d'autres résidus solides constituant des « remblais contaminés » « par des résidus d’attaque de minerais et des déchets divers (emballages, ferrailles). Les remblais sont composés d’un mélange de terres, de minerais inattaqués et de déchets divers (présence d’uranium et de thorium naturels) (35 000 m3) ».
L'usine fait l'objet d'une surveillance en tant qu'ICPE.
Un projet d'usine de recyclage des terres rares contenus dans les lampes usagées est à l'étude. Ce projet a été abandonné en 2016 faute de rentabilité et en raison de l'arrêt de la fabrication des ampoules basse consommation.

#### En Asie-Pacifique
Rhodia dispose aujourd'hui d'un Groupe Rhodia-Asie-Pacifique (CEI, Moyen-Orient et Afrique), présidé par Michel Ybert, dont le siège opérationnel se trouve à Shanghai. Ce groupe possède 21 sites de production et réalise 29 % du chiffre d'affaires de Rhodia en 2010. Le siège de Singapour regroupe les services administratifs et supports de la zone Asie Pacifique : la finances, les ressources humaines, les services achat et l’informatique. La zone Asie pacifique comprend des activités de production en Chine, au Japon, en Thaïlande, en Inde, en Indonésie et de promotion et de vente en Chine, au Japon et en Corée.

#### En Amérique du Sud
Le Groupe Rhodia dispose de trois sites de production situés au Brésil et un au Venezuela.

#### En Amérique du Nord
Le Groupe Rhodia est présent sur 18 sites à travers les États-Unis.
Nettoyage-dépollution d'un site Rhone-Poulenc à Tukwila, Washington.

### Anciens sites de production

#### Rhodia opération SAS (Nord)

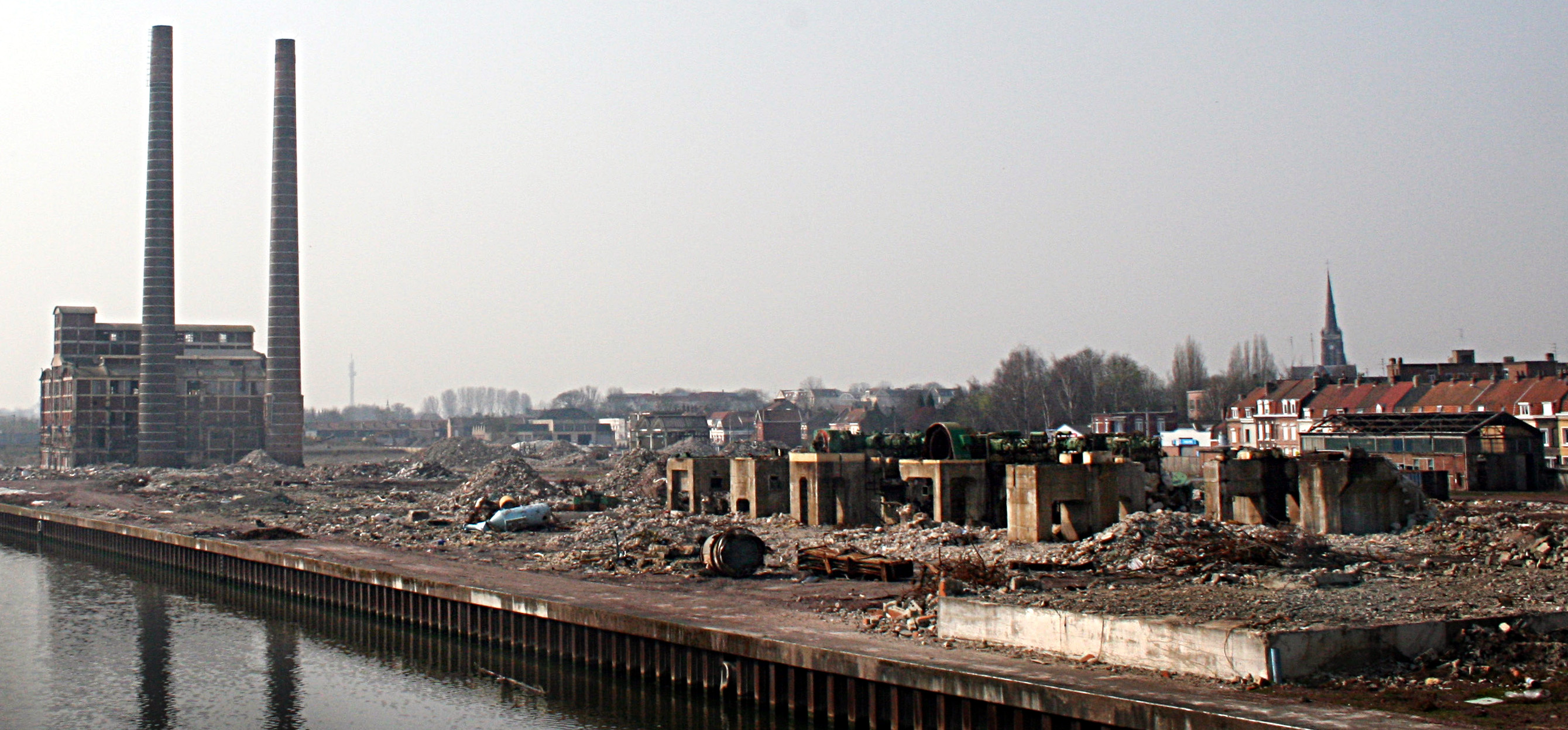
Chantier de démolition de la Friche Rhodia (alors propriété de Rhodia Intermédiaires), en 2007. Situé en bord à canal (coordonnées Lambert X : 651470,52 Y : 2629907,44), ce site construit en 1847 a en 150 ans grandi (jusqu'à 33 ha), sur trois communes (La Madeleine, Saint-André-lez-Lille et de Marquette-lez-Lille), y laissant de lourdes séquelles industrielles et environnementales.

##### Histoire industrielle du site
Situé sur le bord de la Deûle canalisée, cette plate forme de l'industrie chimique a été construite sur les bases d'une usine fondée par Frédéric Kuhlmann sur le site d'une petite usine chimique achetée en 1847. Rhône-Poulenc Chimie y a développé des activités de chimie fine, transférées à Rhodia. En 150 ans de fonctionnement, elle s'est étendue de 2 à 33 ha et a laissé des séquelles industrielles sur trois communes communes (La Madeleine, Saint-André-lez-Lille et de Marquette-lez-Lille).
De 1849 à 1914, elle a notamment produit de l'acide sulfurique (et dérivés dont sulfates), de l'acide nitrique de synthèse (dès 1845), de l'acide sulfonitrique constitué d'un mélange d'oléum et d'acide nitrique) (à partir de 1925), des silicates alcalins (de 1852 à 1972), des superphosphates, du chlorure de chaux, de la soude, du chlorure de baryum, des sels de baryte. Alors que les tensions géopolitiques annoncent la guerre, le site a profité d'une hausse de la demande en acide nitrique, soutenue par la production d'engrais et d'explosifs (l'acide picrique est le composant explosif le plus utilisé pour les millions d'obus qui seront utilisés lors de la Première Guerre mondiale).
De 1914 à 1918 : durant la guerre, l'usine est vidée de son contenu lors de réquisitions successives, puis, vers 1920, la reconstruction relance l'économie. L'usine produit alors du nitrate de chaux (et dès 1929), du nitrate d'ammoniaque et des engrais ternaires puis à partir de 1939 du nitrate de soude, nitrite de soude et nitrate de potasse à la demande, ainsi que de l'ammoniac et de l'acide nitrique. Elle reprend aussi une production d'acide sulfurique et lance des produits sulfités (bisulfite de soude, sulfite de soude, métasulfite de soude, hyposulfite cristallisé et hyposulfite anhydride), ainsi que de l'anhydride sulfurique (SO3, pouvant être utilisé comme engrais minéral ou précurseur de l'acide sulfurique) ;
Après la Seconde Guerre mondiale, alors que l'industrie nucléaire et la course aux armements se développent, un atelier-pilote de raffinage d'uranium est ouvert sur le site (en 1955) alors que François Albert-Buisson présidait le groupe. L'extraction du minerai s'y déroulait sous forme d'uranates alcalins ou alcalino-terreux. Cet atelier sera démantelé vers 1970 selon la DRIRE, qui ajoute que l'AINF missionnée pour une étude n'a pas détecté en 1999 sur le site de radioactivité résiduelle supérieure aux normes sanitaires françaises.
De 1963 à 2001, le site développe ses capacités en chimie organique, avec dès 1961 production de toluylène disocyanate (TDI), qui est un produit hautement toxique ; composants de base pour la production de mousse polyuréthanne. Ce produit était synthétisé avec de l'hydrogène et du monoxyde de carbone produit sur place, sur la partie de l'usine située à Saint-André. Il était exporté par Rhodia Chimie SAS en Amérique centrale, Afrique, Europe, Océanie, Amérique du Nord, Amérique du Sud et Asie, alors que déclinent des productions minérales du reste du site, ceci jusqu'à sa fermeture et malgré le lancement de nouveaux produits (chlorhydrine sulfurique ou acide chlorosulfurique).
Un incinérateur, jusqu'en décembre 2005 brûlait les goudrons résultants de la synthèse du TDI. Sur la zone de Saint-André, on a aussi produit de l'énergie avec du charbon puis du fioul lourd (1971, l'infrastructure (dont transformateurs) sera démolie en 2006).
Le site est abandonné par le groupe, et le patrimoine bâti est pillé ou démoli ; il n'en reste presque plus rien en 1993/1994 (des clôtures, et jusqu'en 2006 un magasin et un atelier, un stockage de secours pour l'oléum). 3 000 m3 de terre venant de l'ancien embranchement ferroviaire sont stockés sur le site. Une partie du sol a été achetée par la société Fichaux (torréfaction de café). Les derniers vestiges dont les deux grandes cheminées) de briques construites en 1929 et en 1933 (hautes de 80 m) sont démolies en 2007.

##### Séquelles environnementales et industrielles
Les études de pollution encadrées par la DRIRE ont mis en évidence des métaux lourds (zinc, cuivre et plomb presque partout, mercure et cadmium sur une partie de la zone, nitrates, sulfates et ammonium, arsenic côté canal de la Deûle. Le site est pour cette raison inscrit dans la Base de données BASOL sur les sites et sols pollués (ou potentiellement pollués) appelant une action des pouvoirs publics, à titre préventif ou curatif. Certains polluants ont en effet percolé dans le sol et ont pollué la nappe alluviale superficielle (potassium, sulfates, nitrates, nitrites, chlorures, ammonium et sodium, et localement zinc et cadmium ont été détectés par la DRIRE, jusqu'à 2 m de profondeur sur le secteur dit « ANS »). De l'arsenic a aussi été trouvé (sous le secteur dit « AS/PS ») et du manganèse (sous le secteur dit « GMG »).
Or, à la suite de l'arrêt des pompages industriels d'eau, la nappe est naturellement remontée, inondant des caves de maisons riveraines construites à l'époque ou le niveau de la nappe était artificiellement abaissé par ces pompages. Cette nappe a donc faite l'objet d'un nouveau pompage, de dénoyage de sous-sol, l'eau étant prélevée un peu en amont du site, avec rejet dans la Deûle.
Une forte pollution par de l'arsenic a été trouvée jusqu'à 5 m de profondeur dans le Secteur dit « AS/PS » (ce secteur de 3,5 ha a été consacré à la production d'acide sulfurique, de chlorhydrine sulfurique ou acide chlorosulfurique et de produits sulfités ainsi — à partir de 1955 — qu'au raffinage d'uranium. Rhône-Poulenc avait aussi des ateliers ou magasins généraux consacrés à la réparation de wagons, à la plomberie, fabrication de bonbonnes, travaux électrique et de génie civil). On y a aussi trouvé du mercure dans le sol, sur la moitié N-E de cette partie du site). Des sulfates ont contaminé la nappe de la craie sous l'ensemble du site.
Pour toutes ces raisons, la préfecture considère, que « le site Rhodia n’est pas un site banalisable où tout usage peut être envisagé », mais que le site est aujourd'hui « compatible avec un usage industriel » (« hors agroalimentaires ou pharmacie »), et avec néanmoins « des restrictions d'usage à mettre en place au cas par cas, avec les acheteurs potentiels des différentes parties du site, et à rendre pérennes et opposables aux tiers par une publication au bureau de la conservation des hypothèques ». Il a été question d'implanter une station d’épuration et un jardin archéologique (l'ancienne abbaye Jeanne de Flandre a là ses fondations,,) sur le site pour la communauté urbaine de Lille et une déchèterie a été installée à Marquette. Plusieurs projets de réutilisation industrielle, urbaine ou administrative sont en cours sur le site qui a fait l'objet d'un nettoyage sous la responsabilité de Vincent De Cuyper (actuel directeur général du Secteur Chimique de Solvay).
La position de ce site sur l'axe vert des berges de la Deûle, sa pollution résiduelle et son caractère très artificialisant en ont fait et en font encore un élément important de fragmentation écologique de la trame bleue et trame verte et bleue locale et régionale.

## Recherche et développement

### Centres de recherche
Rhodia possède quatre centres de recherche dans le monde qui ont déposé 110 brevets en 2009[réf. nécessaire] dont 20 % déposés par les équipes d'Asie et Amérique latine.

#### France: Aubervilliers (CRTA) et Saint-Fons (CRTL)
Le Centre de recherche et de technologie de Lyon (CRTL) accueille environ cinq cents chercheurs. Ces laboratoires se spécialisent en matériaux, synthèse et procédé de polymérisation, catalyse, physico-chimie, génie et sécurité des procédés, environnement, techniques analytiques, management des connaissances, propriété industrielle. Le site s’appuie sur des collaborations régionales avec les universités et grandes écoles de Rhône-Alpes, des instituts de recherche publics et privés et le pôle de compétitivité Axelera.[pertinence contestée]
En 2010, le Technyl Innovation Centre est le nouveau pôle de développement du Groupe, adossé au Centre de recherche et de technologie de Lyon, et hébergé sur le site de Rhodia à Saint-Fons Belle-Étoile. Ce centre concentre l’ensemble des savoir-faire de Rhodia autour des plastiques techniques de haute performance, depuis la recherche sur le polymère jusqu’à la conception des pièces plastiques en utilisant les outils les plus avancés de simulation virtuelle.

#### États-Unis: Bristol (CRTB)
Le centre de Bristol abrite un réseau de laboratoires d'applications dédiés aux principaux marchés du Groupe Rhodia. Il s'agit de laboratoires axés sur la santé des consommateurs,  l'industrie pharmaceutique, l’entretien de la maison et les soins à la personne, les marchés des cosmétiques, des détergents et des soins pour bébés, les spécialités et dérivés phosphorés, pour les produits de traitement de l'eau et les ignifuges, les technologies pétrolières, fournissant des produits pour améliorer l'efficacité de l’extraction du pétrole ; et la technologie d'alumine pour washcoat, élément important des pots catalytiques[pertinence contestée].

#### Brésil (CPP)
Le Centre de Paulinia est organisé autour de laboratoires d’applications, synthèse, procédés et analyse pour développer de nouveaux produits et procédés en collaboration avec les clients de Rhodia. Ces laboratoires accueillent près de 100 scientifiques travaillant dans les domaines suivants: chimie organique, polymérisation, science des matériaux, formulation pour les marchés des peintures, des chaussures, de l’automobile et des pneus.

#### Chine (CRTS)
Le centre de Shanghai est le principal centre de recherche du Groupe Rhodia en Asie. Rhodia possède des centres techniques basés à Singapour, au Japon et en Corée.
Ils travaillent pour les marchés asiatiques, dans les secteurs de l'automobile, l'électronique, l’entretien de la maison et les soins à la personne, la formulation pour l’extraction pétrolière et pour l’agriculture.

### Laboratoires mixtes
Depuis 1980, Rhodia coopère avec les chercheurs du Centre national de la recherche scientifique (CNRS).
L'entreprise possède trois laboratoires mixtes de recherche (CFL, LOF et LPMA) qui regroupent des chercheurs permanents du CNRS et de Rhodia ainsi que des doctorants et post-doctorants.

#### Laboratoire de Bristol
En 1996, le laboratoire est créé en partenariat avec le CNRS, partenariat qui devient tripartite avec l’intégration en 2008, des équipés scientifiques de l’université de Pennsylvanie. Laboratoire mixte transversal, il possède une compétence en physico-chimie des matières molles, aussi appelées « fluides complexes ».
L'équipe travaille sur la rhéologie, les fluides complexes et la gestion des interfaces.

#### Laboratoire de Pessac
Ce laboratoire mixte Rhodia/CNRS, créé en partenariat avec l'université de Bordeaux-1, a été créé en 2004.
Les vingt chercheurs travaillent au sein du laboratoire dans le but d'améliorer la productivité de la recherche et de raccourcir les délais de mise sur le marché des innovations. Le laboratoire se concentre sur le développement d’outils de recherche miniaturisés et la création de projets innovants dans le domaine de la physico-chimie. Les thématiques de l'équipe académique sont centrées sur les fluides complexes, la microchimie, la mise en forme des matériaux par la matière molle. Les applications visées concernent la chimie verte, la récupération assistée des hydrocarbures, l'électronique organique, les métamatériaux.

#### Laboratoire de Lyon
En 2006, le laboratoire mixte Rhodia/CNRS, née du partenariat avec Axelera et l’université Claude-Bernard de Lyon. Il regroupe des équipes de physiciens et rhéologues spécialisés dans les polymères, des théoriciens en modélisation et spécialistes d’applications pour caoutchouc et matières plastiques. Leur objectif est de créer des matériaux polymères dotés d’une  meilleure résistance thermique et mécanique dans le but de  répondre aux enjeux de sécurité et d’économie d’énergie, et d’intégration des critères de développement durable dès leur conception

#### Laboratoire mixte, Chine
En 2010, Rhodia, le Centre national de la recherche scientifique (CNRS), l’École normale supérieure de Lyon (ENSL) et la East China Normal University de Shanghai (ECNU) ont signé un accord pour étendre leur collaboration scientifique dans le domaine de la chimie verte. En novembre 2011, le CNRS, Rhodia, l’ENS Lyon et l’East China Normal University (ECNU) ont inauguré le laboratoire « Eco-efficient Products and Processes », une unité mixte internationale dédiée à la chimie verte et installée à Shanghai (Chine).

#### Prix Rhodia Pierre-Gilles de Gennes
En 2008, Rhodia créé le Prix Rhodia Pierre-Gilles de Gennes pour la Science et l’Industrie. Il récompense (200 000 €) des scientifiques en activité, membres d’institutions académiques, universités ou laboratoires privés nommés par leurs pairs, pour des contributions majeures à la chimie, la physique ou la physico-chimie. Les critères sont l'innovation de rupture (avec réalisation industrielle avérée ou transfert de technologie), la création d’une entreprise innovante pérenne, ou un fait scientifique ou technologique original et marquant, ayant généré de nouveaux échanges et recherches au sein de la communauté scientifique.[pertinence contestée] Il est décerné tous les deux ans par un jury de pairs reconnus tels que : 
- Jean-Marie Lehn, professeur à l'université Louis-Pasteur (Strasbourg) ; prix Nobel de chimie 1987 ;
- Claude Cohen-Tannoudji, prix Nobel de physique 1997 ;
- Alan Heeger, prix Nobel de chimie 2000 ;
- Christian Amatore, directeur de recherche CNRS, École nationale supérieure, Paris ;
- Alain Fuchs, président du CNRS, professeur à l’université Pierre-et-Marie-Curie, Paris ;
- Jacques Prost, directeur ESPCI (École supérieure de physique et de chimie industrielle (Paris).

#### Lauréats du prix
- Le Prix 2008 Rhodia- Pierre-Gilles de Gennes pour la Science et l'Industrie a été décerné au professeur Sir Richard Friend pour ses découvertes sur l’électroluminescence et les injections de charges dans les polymères semi-conducteurs[84].
- Le Prix Rhodia Pierre-Gilles de Gennes 2010 pour la Science et l’Industrie a été décerné à Avelino Corma, professeur à l’université de Valence en Espagne, pour ses travaux sur la catalyse hétérogène[85].

## Présidents
- 1998 à 2003 : Jean-Pierre Tirouflet, président-directeur général[86].
- 2003 à 2004 : Vacance de la présidence, Yves-René Nanot, vice-président[87].
- 2004 à 2008 : Yves-René Nanot, président[87].
- 2008 à novembre 2011 : Jean-Pierre Clamadieu, président-directeur général[88].
- Depuis novembre 2011 : Gilles Auffret, directeur général[89].

### Actionnariat
Rhodia est détenue à 94,65 % par le groupe Solvay depuis le succès de l’OPA menée en 2011[précision nécessaire].

## Chiffres clés
(Montants exprimés en millions d'euros).

### Données Groupe Rhodia
|              | 2007  | 2008  | 2009  | 2010  |
| ------------ | ----- | ----- | ----- | ----- |
| CA           | 4 781 | 4 763 | 4 031 | 5 226 |
| EBITDA       | 758   | 664   | 487   | 905   |
| Résultat net | 129   | 105   | 132   | 259   |

### Répartition par activités 2010
| Année | Consumer Chemical | Advanced Material | Polyamide Material | Acetow & Eco Services | Energy Service | Corporate et Divers |
| ----- | ----------------- | ----------------- | ------------------ | --------------------- | -------------- | ------------------- |
| 2010  | 1 883             | 539               | 1 701              | 790                   | 203            | 110                 |